# 森口彩乃
森口 彩乃（もりぐち あやの、1986年8月28日 - ）は、日本の女優。北海道出身。エフ・エム・ジー所属。

## 人物
学生のときにお手洗いでよく携帯電話を落とすことがあり、「ジップロックに白米を入れて携帯を入れるとわりと乾燥する」裏技を発見した。
アミューズ在籍時の同僚で、同い年の小松彩夏とは今でも仲が良い。

## 出演

### テレビドラマ
- 虹を架ける王妃（2006年11月24日、フジテレビ）
- 東京大空襲（2008年3月17日 - 18日、日本テレビ）
- 温泉へGo!（2008年、TBS） - 菊地真希 役
- 龍馬伝（2010年、NHK） - 志乃 役
- ジョーカー 許されざる捜査官 第9話（2010年9月7日、フジテレビ） - 小原美咲 役
- 相棒 season10 第5話（2011年11月16日、テレビ朝日） - 山原京子 役
- モメる門には福きたる（2013年、東海テレビ） - 藤島クミ 役
- ストロベリーナイト アフター・ザ・インビジブルレイン「アンダーカヴァー」（2013年1月26日、フジテレビ） - 桜井加奈 役
- 山本周五郎時代劇 武士の魂（2017年4月4日 - 9月12日、BSジャパン） - 侍女・萩尾 役
- 騎士竜戦隊リュウソウジャー 第2話（2019年3月24日、テレビ朝日） - 三島の妻 役
- 警視庁・捜査一課長 season5 第7話 (2021年5月27日、テレビ朝日） - 春日正美 役
- 准教授・高槻彰良の推察 Season2 第1話（2021年10月10日、WOWOW）

### 映画
- 歌謡曲だよ、人生は 第八話「乙女のワルツ」（2007年）
- 今日という日が最後なら、（2008年） - 織田聖子 役
- 食堂かたつむり（2010年）
- 最低。（2017年） - 橋口美穂 役[4]
- 一夜二糸（2020年） - 亜樹 役　※短編

### 舞台
- Oi-SCALE「サイゴ」（2010年4月21日 - 25日、座・高円寺1）
- 風と共に去りぬ（2011年）
- 地球ゴージャスプロデュース公演Vol.12「海盗セブン」（2012年）
- コパン（2013年6月16日、渋谷gee-ge） - 演出・出演
- 桃太郎と不思議なキノコ（2014年11月22日、八丈町多目的ホールおじゃれ） - 企画・出演
- coquette Project vo.1「Chain(チェーン)」（2015年7月17日 - 18日、ラビネスト） - 企画・演出
- KUNIO15『グリークス』（2019年11月1日 - 2日、森下スタジオ / 11月10日、京都芸術劇場 春秋座 / 11月21日 - 30日、KAAT神奈川芸術劇場 大スタジオ）

### CM
- ミサワホーム MGEO-R リフォーム編（2005年）
- Friend-Ship Project 第5弾「90秒の夫婦の絆」（2009年）
- サントリー ハーバルクリア（2009年）
- セブンイレブン （2009年）
- ニベア花王 ニベアサン UVジェル（2010年）
- 大鵬薬品工業 ソルマック（2010年）
- SUBARU トレジア（2011年）
- 玉川衛材 フィッティ（2013年）
- 西武鉄道（2014年）
- クラシエホームプロダクツ 肌美精～ターニングケア篇～（2016年）
- 味覚糖 コロロ（2017年）